# Wereldkampioenschappen zwemsporten 1982
De vierde wereldkampioenschappen zwemsporten vonden plaats van 29 juli tot  8 augustus 1982 in Guayaquil (Ecuador). Naast zwemmen stonden ook synchroonzwemmen, schoonspringen en waterpolo op het programma.
De kampioenschappen waren oorspronkelijke toegewezen aan de Verenigde Staten, maar de Amerikaanse zwembond moest bij gebrek aan sponsorgelden de organisatie begin 1981 teruggeven aan de FINA. Die kende de organisatie dan toe aan Ecuador. De kampioenschappen werden geopend met een grootse openingsceremonie in het Estadio Modelo in Guayaquil, waar niet minder dan 16.000 uitvoerenden aan deelnamen. Cees Vervoorn was de vlaggendrager van de Nederlandse afvaardiging, die bestond uit 74 deelnemers.
De Verenigde Staten en de Duitse Democratische Republiek waren het meest succesvol, met respectievelijk 13 en 12 gouden medailles. 10 van de 12 DDR-titels werden gewonnen door de DDR-meisjes. Op de zwemnummers wonnen de Verenigde Staten echter slechts acht maal goud,  waar ze op de vorige wereldkampioenschappen in West-Berlijn nog twintig gouden medailles hadden gewonnen. Voor het Nederlandse team waren deze kampioenschappen de meest succesvolle tot dan toe. Annemarie Verstappen won goud op de 200 meter vrije slag en zilver op de 100 meter vrije slag; Annelies Maas won brons op de 200 meter vrije slag en de damesestafetteploeg op de 4×100 meter vrije slag won eveneens brons. De Nederlandse zwemmers verbeterden tijdens de kampioenschappen veertien keer een nationaal record.
Op het waterpolotoernooi werd het Nederlandse team vierde.

## Podia

### Zwemmen: Mannen
| Onderdeel            | Goud                                                                       | Goud       | Zilver                                                                         | Zilver   | Brons                                                                   | Brons    |
| -------------------- | -------------------------------------------------------------------------- | ---------- | ------------------------------------------------------------------------------ | -------- | ----------------------------------------------------------------------- | -------- |
| Vrije slag           |                                                                            |            |                                                                                |          |                                                                         |          |
| 100 m                | Jörg Woithe Duitse Democratische Republiek                                 | 50,18      | Ambrose Gaines Verenigde Staten                                                | 50,21    | Per Ola Johansson Zweden                                                | 50,25    |
| 200 m                | Michael Groß West-Duitsland                                                | 1.49,84    | Ambrose Gaines Verenigde Staten                                                | 1.49,92  | Jörg Woithe Duitse Democratische Republiek                              | 1.50,71  |
| 400 m                | Vladimir Salnikov Sovjet-Unie                                              | 3.51,30    | Svietoslav Semenov Sovjet-Unie                                                 | 3.51,43  | Sven Lodziewski Duitse Democratische Republiek                          | 3.51,84  |
| 1500 m               | Vladimir Salnikov Sovjet-Unie                                              | 15.01,77   | Svietoslav Semenov Sovjet-Unie                                                 | 15.05,54 | Darjan Petrić Joegoslavië                                               | 15.10,20 |
| Rugslag              |                                                                            |            |                                                                                |          |                                                                         |          |
| 100 m                | Dirk Richter Duitse Democratische Republiek                                | 55,95      | Rick Carey Verenigde Staten                                                    | 56,04    | Vladimir Sjemetov Sovjet-Unie                                           | 56,42    |
| 200 m                | Rick Carey Verenigde Staten                                                | 2.00,82    | Zoltán Wladár Hongarije                                                        | 2.01,31  | Frank Baltrusch Duitse Democratische Republiek                          | 2.01,51  |
| Schoolslag           |                                                                            |            |                                                                                |          |                                                                         |          |
| 100 m                | Steve Lundquist Verenigde Staten                                           | 1.02,75    | Victor Davis Canada                                                            | 1.02,82  | John Moffett Verenigde Staten                                           | 1.03,13  |
| 200 m                | Victor Davis Canada                                                        | 2.14,77    | Robertas Žulpa Sovjet-Unie                                                     | 2.16,68  | John Moffett Verenigde Staten                                           | 2.18,54  |
| Vlinderslag          |                                                                            |            |                                                                                |          |                                                                         |          |
| 100 m                | Matthew Gribble Verenigde Staten                                           | 53,88      | Michael Groß West-Duitsland                                                    | 54,26    | Bengt Baron Zweden                                                      | 54,47    |
| 200 m                | Michael Groß West-Duitsland                                                | 1.58,85    | Sergej Fesenko Sovjet-Unie                                                     | 1.59,91  | Craig Beardsley Verenigde Staten                                        | 2.00,08  |
| Wisselslag           |                                                                            |            |                                                                                |          |                                                                         |          |
| 200 m                | Oleksandr Sydorenko Sovjet-Unie                                            | 2.03,30    | William Barrett Verenigde Staten                                               | 2.03,49  | Giovanni Franceschi Italië                                              | 2.04,65  |
| 400 m                | Ricardo Prado Brazilië                                                     | 4.19,78 WR | Jens-Peter Berndt Duitse Democratische Republiek                               | 4.23,02  | Sergej Fesenko Sovjet-Unie                                              | 4.23,29  |
| Vrije slag estafette |                                                                            |            |                                                                                |          |                                                                         |          |
| 4×100 m              | Verenigde Staten Chris Cavanaugh Robin Leamy David McCagg Ambrose Gaines   | 3.19,26 WR | Sovjet-Unie Sergej Krasjoek Aleksej Filinov Sergej Smirjagin Aleksej Markovski | 3.21,78  | Zweden Per Ola Johansson Bengt Baron Pelle Holmertz Pelle Wikström      | 3.22,15  |
| 4×200 m              | Verenigde Staten Rich Saeger Jeff Float Kyle Miller Ambrose Gaines         | 7.21,09    | Sovjet-Unie Svatoslav Semenov Ivar Stoekolkin Vladimir Salnikov Alexej Filinov | 7.24,91  | West-Duitsland Andreas Schmidt Dirk Korthals Rainer Henkel Michael Groß | 7.25,46  |
| Wisselslag estafette |                                                                            |            |                                                                                |          |                                                                         |          |
| 4×100 m              | Verenigde Staten Rick Carey Steve Lundquist Matthew Gribble Ambrose Gaines | 3.40,84 WR | Sovjet-Unie Svietoslav Semenov Juri Kiss Aleksej Markovski Sergej Smirjagin    | 3.42,86  | West-Duitsland Stefan Peter Gerald Mörken Michael Groß Andreas Schmidt  | 3.44,78  |

### Zwemmen: Vrouwen
| Onderdeel            | Goud                                                                                    | Goud       | Zilver                                                                          | Zilver  | Brons                                                                               | Brons   |
| -------------------- | --------------------------------------------------------------------------------------- | ---------- | ------------------------------------------------------------------------------- | ------- | ----------------------------------------------------------------------------------- | ------- |
| Vrije slag           |                                                                                         |            |                                                                                 |         |                                                                                     |         |
| 100 m                | Birgit Meineke Duitse Democratische Republiek                                           | 55,79      | Annemarie Verstappen Nederland                                                  | 55,87   | Jill Sterkel Verenigde Staten                                                       | 56,27   |
| 200 m                | Annemarie Verstappen Nederland                                                          | 1.59,53    | Birgit Meineke Duitse Democratische Republiek                                   | 2.00,67 | Annelies Maas Nederland                                                             | 2.00,84 |
| 400 m                | Carmela Schmidt Duitse Democratische Republiek                                          | 4.08,98    | Petra Schneider Duitse Democratische Republiek                                  | 4.10,08 | Tiffany Cohen Verenigde Staten                                                      | 4.11,85 |
| 800 m                | Kim Linehan Verenigde Staten                                                            | 8.27,48    | Jackie Willmot Verenigd Koninkrijk                                              | 8.32,61 | Carmela Schmidt Duitse Democratische Republiek                                      | 8.33,67 |
| Rugslag              |                                                                                         |            |                                                                                 |         |                                                                                     |         |
| 100 m                | Kristin Otto Duitse Democratische Republiek                                             | 1.01,30    | Ina Kleber Duitse Democratische Republiek                                       | 1.02,47 | Susan Walsh Verenigde Staten                                                        | 1.02,86 |
| 200 m                | Cornelia Sirch Duitse Democratische Republiek                                           | 2.09,91 WR | Georgia Parkes Australië                                                        | 2.14,98 | Carmen Bunaciu Roemenië                                                             | 2.15,40 |
| Schoolslag           |                                                                                         |            |                                                                                 |         |                                                                                     |         |
| 100 m                | Ute Geweniger Duitse Democratische Republiek                                            | 1.09,14    | Anne Ottenbrite Canada Kimberley Rodenbaugh Verenigde Staten                    | 1.11,03 |                                                                                     |         |
| 200 m                | Svetlana Varganova Sovjet-Unie                                                          | 2.28,82    | Ute Geweniger Duitse Democratische Republiek                                    | 2.29,71 | Anne Ottenbrite Canada                                                              | 2.33,05 |
| Vlinderslag          |                                                                                         |            |                                                                                 |         |                                                                                     |         |
| 100 m                | Mary T. Meagher Verenigde Staten                                                        | 59,41 WR   | Ines Geißler Duitse Democratische Republiek                                     | 1.00,36 | Melanie Buddenmayer Verenigde Staten                                                | 1.00,40 |
| 200 m                | Ines Geißler Duitse Democratische Republiek                                             | 2.08,66    | Mary T. Meagher Verenigde Staten                                                | 2.09,76 | Heike Dähne Duitse Democratische Republiek                                          | 2.10,29 |
| Wisselslag           |                                                                                         |            |                                                                                 |         |                                                                                     |         |
| 200 m                | Petra Schneider Duitse Democratische Republiek                                          | 2.11,79    | Ute Geweniger Duitse Democratische Republiek                                    | 2.13,38 | Tracy Caulkins Verenigde Staten                                                     | 2.15,91 |
| 400 m                | Petra Schneider Duitse Democratische Republiek                                          | 4.36,10 WR | Kathleen Nord Duitse Democratische Republiek                                    | 4.43,51 | Tracy Caulkins Verenigde Staten                                                     | 4.44,64 |
| Vrije slag estafette |                                                                                         |            |                                                                                 |         |                                                                                     |         |
| 4×100 m              | Duitse Democratische Republiek Birgit Meineke Suzanne Link Kristin Otto Caren Metschuck | 3.43,97    | Verenigde Staten Susan Hebernigg Kathleen Treible Elisabeth Washut Jill Sterkel | 3.45,76 | Nederland Annemarie Verstappen Annelies Maas Wilma van Velsen Conny van Bentum      | 3.45,96 |
| Wisselslag estafette |                                                                                         |            |                                                                                 |         |                                                                                     |         |
| 4×100 m              | Duitse Democratische Republiek Kristin Otto Ute Geweniger Ines Geißler Birgit Meineke   | 4.05,88 WR | Verenigde Staten Susan Walsh Kimberley Rodenbaugh Mary T. Meagher Jill Sterkel  | 4.08,12 | Sovjet-Unie Larissa Gortsjakova Svetlana Varganova Natalia Pokas Irina Guerassimova | 4.12,36 |

### Schoonspringen
| Onderdeel | Goud                           | Goud                           | Zilver                             | Zilver                             | Brons                          | Brons                          |
| --------- | ------------------------------ | ------------------------------ | ---------------------------------- | ---------------------------------- | ------------------------------ | ------------------------------ |
| Mannen    |                                |                                |                                    |                                    |                                |                                |
| 3 meter   | Greg Louganis Verenigde Staten | Greg Louganis Verenigde Staten | Sergej Koezmin Sovjet-Unie         | Sergej Koezmin Sovjet-Unie         | Aleksandr Portnov Sovjet-Unie  | Aleksandr Portnov Sovjet-Unie  |
| 10 meter  | Greg Louganis Verenigde Staten | Greg Louganis Verenigde Staten | Vladimir Alejnik Sovjet-Unie       | Vladimir Alejnik Sovjet-Unie       | Bruce Kimball Verenigde Staten | Bruce Kimball Verenigde Staten |
| Vrouwen   |                                |                                |                                    |                                    |                                |                                |
| 3 meter   | Megan Neyer Verenigde Staten   | Megan Neyer Verenigde Staten   | Christina Seufert Verenigde Staten | Christina Seufert Verenigde Staten | Peng Yuanchuan China           | Peng Yuanchuan China           |
| 10 meter  | Wendy Wyland Verenigde Staten  | Wendy Wyland Verenigde Staten  | Ramona Wenzel West-Duitsland       | Ramona Wenzel West-Duitsland       | Zhou Jihong China              | Zhou Jihong China              |

### Synchroonzwemmen
| Onderdeel        | Goud                                    | Goud                                    | Zilver                                       | Zilver                                       | Brons                              | Brons                              |
| ---------------- | --------------------------------------- | --------------------------------------- | -------------------------------------------- | -------------------------------------------- | ---------------------------------- | ---------------------------------- |
| Synchroonzwemmen |                                         |                                         |                                              |                                              |                                    |                                    |
| Solo             | Tracie Ruiz Verenigde Staten            | Tracie Ruiz Verenigde Staten            | Kelly Kryczka Canada                         | Kelly Kryczka Canada                         | Miwako Motoyoshi Japan             | Miwako Motoyoshi Japan             |
| Duet             | Sharon Hambrook en Kelly Kryczka Canada | Sharon Hambrook en Kelly Kryczka Canada | Candy Costie en Tracie Ruiz Verenigde Staten | Candy Costie en Tracie Ruiz Verenigde Staten | Ikuko Abe en Masako Fujiwara Japan | Ikuko Abe en Masako Fujiwara Japan |
| Team             | Canada                                  | Canada                                  | Verenigde Staten                             | Verenigde Staten                             | Japan                              | Japan                              |

### Waterpolo
| Onderdeel | Goud        | Goud        | Zilver    | Zilver    | Brons          | Brons          |
| --------- | ----------- | ----------- | --------- | --------- | -------------- | -------------- |
| Mannen    |             |             |           |           |                |                |
| Team      | Sovjet-Unie | Sovjet-Unie | Hongarije | Hongarije | West-Duitsland | West-Duitsland |

## Medaillespiegel
| Plaats | Land                           | Goud | Zilver | Brons | Total |
| ------ | ------------------------------ | ---- | ------ | ----- | ----- |
| 1      | USA                            | 13   | 11     | 10    | 34    |
| 2      | Duitse Democratische Republiek | 12   | 9      | 5     | 26    |
| 3      | Sovjet-Unie                    | 5    | 9      | 4     | 18    |
| 4      | Canada                         | 3    | 3      | 1     | 7     |
| 5      | West-Duitsland                 | 2    | 1      | 3     | 6     |
| 6      | Nederland                      | 1    | 1      | 2     | 4     |
| 7      | Brazilië                       | 1    | 0      | 0     | 1     |
| 8      | Hongarije                      | 0    | 2      | 0     | 2     |
| 9      | Australië                      | 0    | 1      | 0     | 1     |
| 9      | Verenigd Koninkrijk            | 0    | 1      | 0     | 1     |
| 11     | Japan                          | 0    | 0      | 3     | 3     |
| 11     | Zweden                         | 0    | 0      | 3     | 3     |
| 13     | China                          | 0    | 0      | 2     | 2     |
| 14     | Italië                         | 0    | 0      | 1     | 1     |
| 14     | Roemenië                       | 0    | 0      | 1     | 1     |
| 14     | Joegoslavië                    | 0    | 0      | 1     | 1     |
| Totaal | Totaal                         | 37   | 38     | 36    | 111   |

Langebaan (50 meter):

mannen · vrouwen

Belgrado 1973 · 
Cali 1975 · 
West-Berlijn 1978 · 
Guayaquil 1982 · 
Madrid 1986 · 
Perth 1991 · 
Rome 1994 · 
Perth 1998 · 
Fukuoka 2001 · 
Barcelona 2003 · 
Montréal 2005 · 
Melbourne 2007 · 
Rome 2009 · 
Shanghai 2011 · 
Barcelona 2013 · 
Kazan 2015 · 
Boedapest 2017 ·
Gwangju 2019 · 
Boedapest 2022 · 
Fukuoka 2023 · 
Doha 2024 · 
Singapore 2025

Kortebaan (25 meter): 

Palma de Mallorca 1993 · 
Rio de Janeiro 1995 · 
Gotenburg 1997 · 
Hongkong 1999 · 
Athene 2000 · 
Moskou 2002 · 
Indianapolis 2004 · 
Shanghai 2006 · 
Manchester 2008 · 
Dubai 2010 · 
Istanboel 2012 · 
Doha 2014 · 
Windsor 2016 · 
Hangzhou 2018 · 
Abu Dhabi 2021 · 
Melbourne 2022 · 
Boedapest 2024